# نبوخذ نصر الأول
نبوخذ نصر الأول (1126 - 1103 ق م) هو الملك الرابع من سلالة ايسن الثانية والسلالة الرابعة لبابل، تولى الحكم لمدة 23 سنة حسب قائمة الملوك البابليين، أشتهر هذا الملك بطرد العيلاميين من بلاده الذين أسقطوا سلالة أور الثالثة، واستعادة تمثال مردوخ.

## حياته
نبوخذ نصر الأول ليس نبوخذ نصر الثاني الملك الكلداني الذي حكم حوالي سنة 600 ق م وألذي ذُكر في العهد القديم في الكتاب المقدس، تولى الحكم بعد وفاة والده نينورتا اوكين شومي و ثم خلفه في الحكم ابنه إنليل نادين أبلي.